# Striosia irrorata
Striosia irrorata là một loài bướm đêm thuộc phân họ Arctiinae, họ Erebidae.